# Talke
Talke är en ort i civil parish Kidsgrove, i distriktet Newcastle-under-Lyme, i grevskapet Staffordshire i England. Talke var en civil parish 1932–1974 när blev den en del av Kidsgrove. Civil parish hade 6 099 invånare år 1951. Byn nämndes i Domedagsboken (Domesday Book) år 1086, och kallades då Talc.